# Корпусный сад (Полтава)
Корпусный сад (укр. Корпусний сад) — парк в городской черте города Полтава Полтавской области Украины.

## История

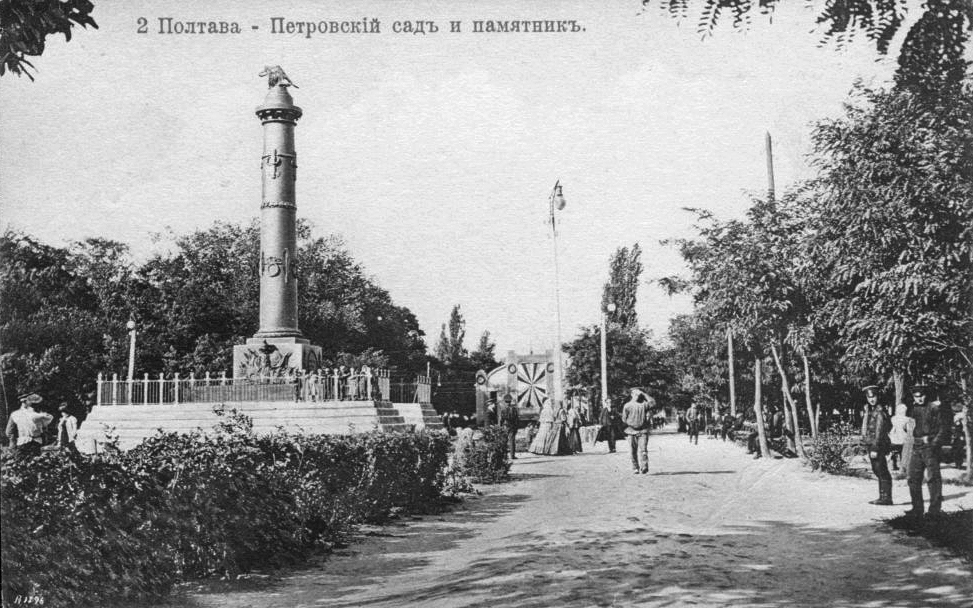
Монумент Славы в Корпусном саду (открытка начала XX века)

После празднования 100-летия Полтавской битвы, в честь победы русских войск, в которой, на центральной площади города в 1811 году был открыт монумент Славы, начались работы по благоустройству центра Полтавы.
В 1820е годы площадь вокруг монумента была разбита на секторы, которые засадили цветами, позднее по периметру площади посадили тополя.
В 1840 году в Полтаве был открыт кадетский корпус, здание которого находилось на Круглой площади. В следующие годы парк находился в ведении корпуса и в результате получил название Корпусный сад.
В 1861 году парк передали в ведение города.

### 1917—1991
Во время гражданской войны парк пришёл в запустение, однако уже 25 апреля 1920 года был проведён первый массовый общегородской субботник и началось восстановление центра города. В дальнейшем, восстановленный парк получил новое наименование — Октябрьский парк — и был официально открыт для посещения. Позже, у центрального входа в парк были установлены скульптуры.
В 1941—1943 годы парк пострадал в ходе боевых действий Великой Отечественной войны и был серьёзно разрушен в период немецкой оккупации города (в это время были вырублены и сожжены многие деревья, разрушено ограждение парка, сняты и похищены отдельные бронзовые детали с монумента Славы). 23 сентября 1943 года закончились бои за город, и уже 25 сентября 1943 года в парке состоялся первый концерт для жителей.
1 января 1945 года в Октябрьском парке была организована первая с начала войны новогодняя ёлка (хотя все последующие годы ёлку устанавливали на Театральной площади).
В 1945—1947 коллективом специалистов Гипроград УССР под руководством архитекторов О. А. Малышенко и Л. С. Вайнгорта был составлен генеральный план восстановления Полтавы, в соответствии с которым архитектурный ансамбль центральной площади города (включая парк) был восстановлен и реконструирован, согласно плану архитекторов Л. С. Вайнгорта и Д. М. Литвинцева.
В апреле 1961 года в Полтаве состоялся месячник чистоты и благоустройства города, в ходе которого были проведены три массовых субботника в парках города (в том числе, в Октябрьском парке).
В 1964 году парк получил статус памятника садово-паркового искусства.
Также, в 1960е годы в соответствии с решением главного архитектора города Л. С. Вайнгорта на территории парка был построен павильон-кафе с летней площадкой (на которой в праздничные дни играл духовой оркестр).
По состоянию на начало 1989 года, общая площадь парка составляла 6,5 гектаров, на его территории росли около 50 видов и подвидов деревьев и кустарников — как обычные для Полтавской области (в том числе, дуб, липа, берёза, каштан, белая акация, рябина и несколько видов клёнов), так и редкие (в частности, амурский бархат и катальпа), кроме того, на газоны и клумбы проводилась посадка цветов (основную часть которых составляли розы, канны, флоксы, алая сальвия и голландские тюльпаны). Функции наружной ограды парка выполняла живая изгородь из берестка. На территории парка обитали белки и до 15 видов птиц (в основном, горлицы, голуби и воробьи).
На одной из аллей парка были установлены портреты Почётных граждан Полтавы.

### После 1991
После провозглашения независимости Украины парку было возвращено дореволюционное название «Корпусной сад» и он был передан на баланс коммунального предприятия «Декоративные культуры».
В 1998 году находившееся на территории парка кафе-павильон реконструировали и к празднованию 1100-летия Полтавы в 1999 году открыли кафе «Берізка».
В 2009 году Полтавский городской совет начал работы по инвентаризации и определению границ земельных участков парков Полтавы (в том числе, Корпусного парка).
В 2010 году у находившегося в парке кафе сменился собственник, новый владелец разработал проект перестройки одноэтажного здания кафе в трёхэтажное здание ресторана «Ротонда», что вызвало протесты среди жителей города, и в связи с обнаруженными в результате проверки проекта нарушениями закона «О охране культурного наследия» разрешение на ведение строительных работ предоставлено не было.
В ноябре 2012 года было объявлено, что территория парка составляет 6 гектаров и на этой территории находится 680 деревьев.
19 марта 2013 года на 30-й сессии Полтавского городского совета было принято решение «Про посадку дерев і кущів навесні 2013 року», в соответствии с которым за счёт средств городского бюджета в начале апреля 2013 года в Корпусном парке были посажены 30 саженцев западной туи.
5 — 6 сентября 2015 года парк стал местом проведения конкурса по приготовлению и поеданию галушек «Галушка fest».

## Современное состояние
Форма парка практически круглая, с диаметром 350 метров. Центром парка является монумент Славы, от которого радиально расходятся восемь парковых аллей, которые плавно переходят в улицы города.

## Галерея

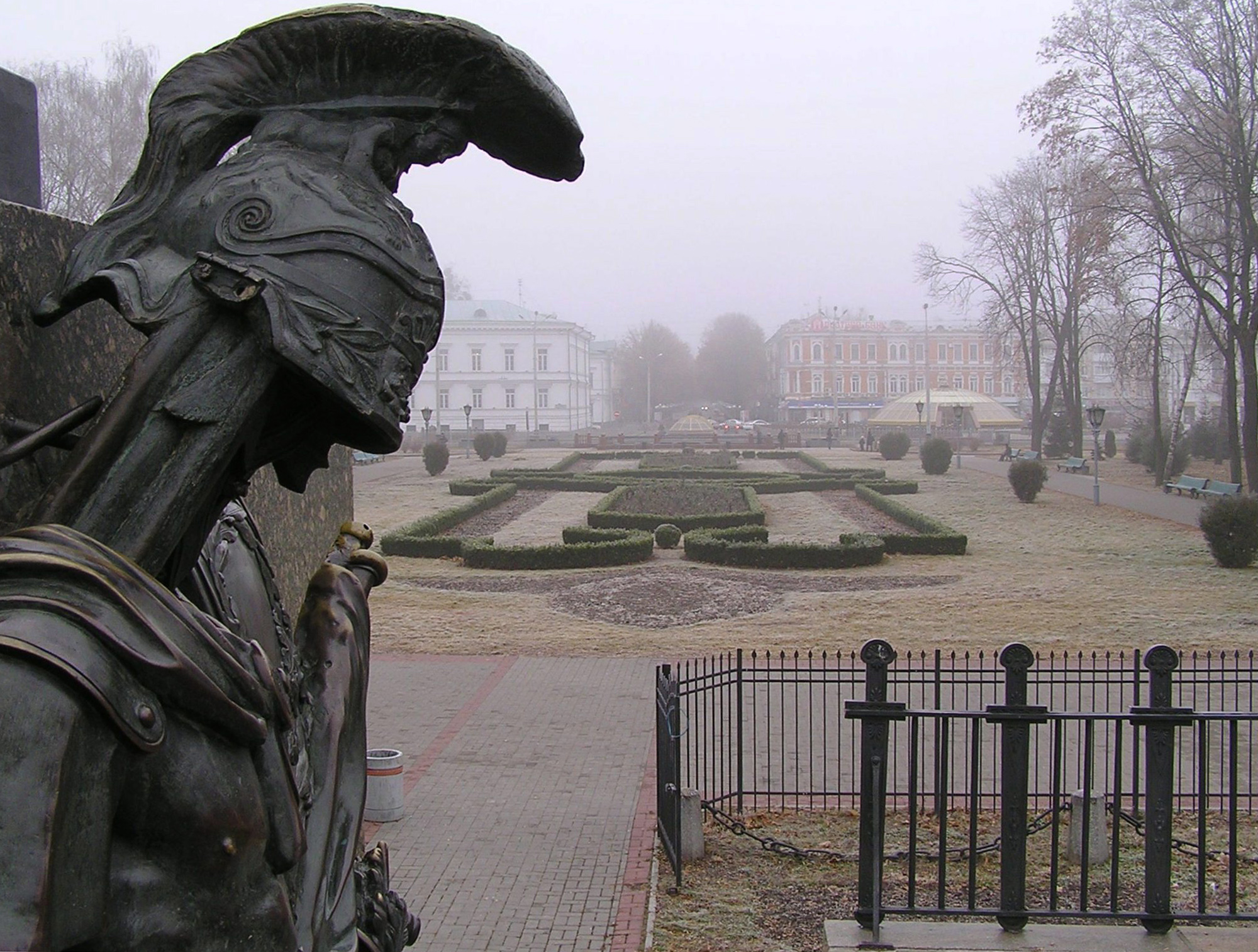
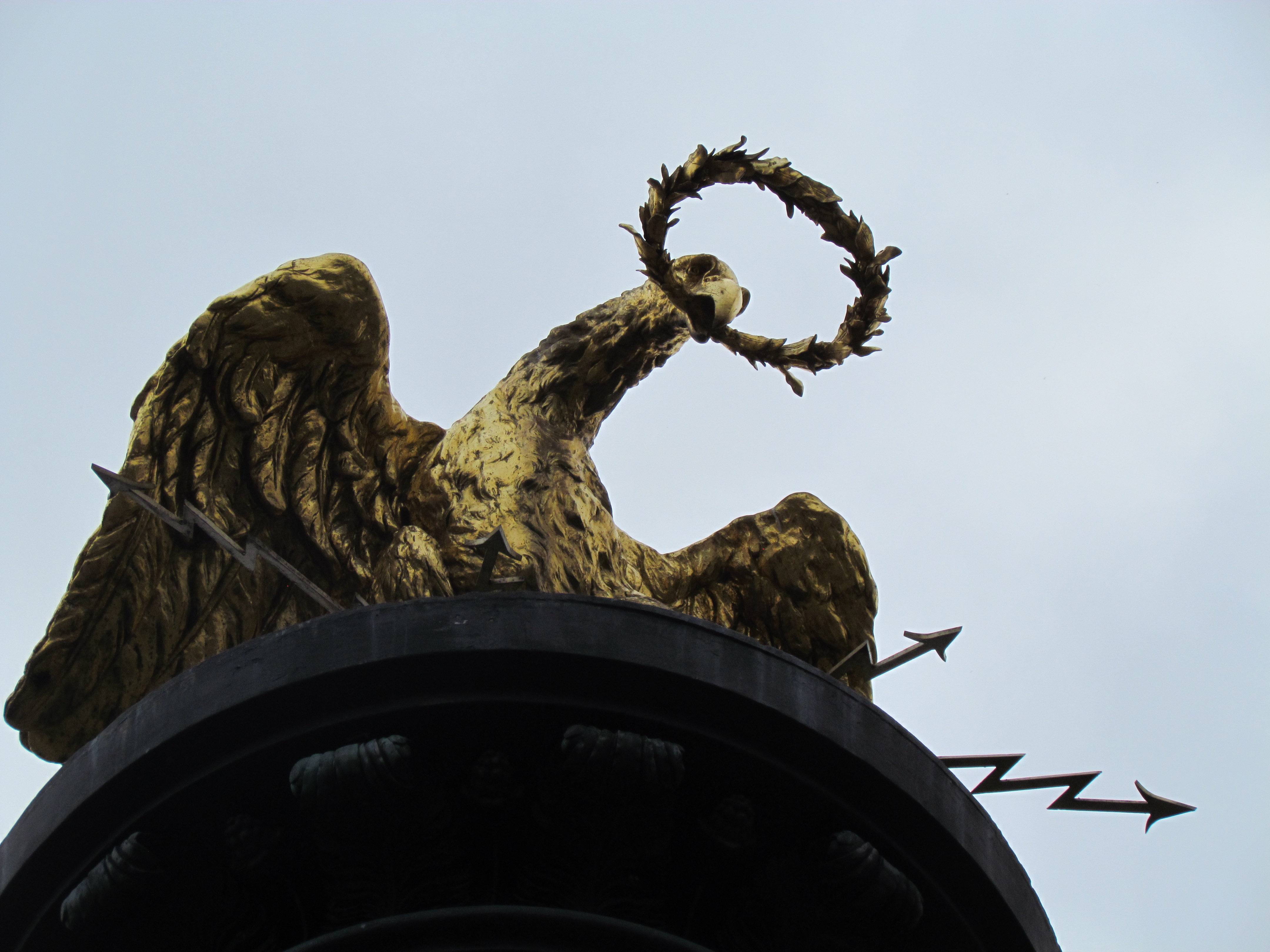
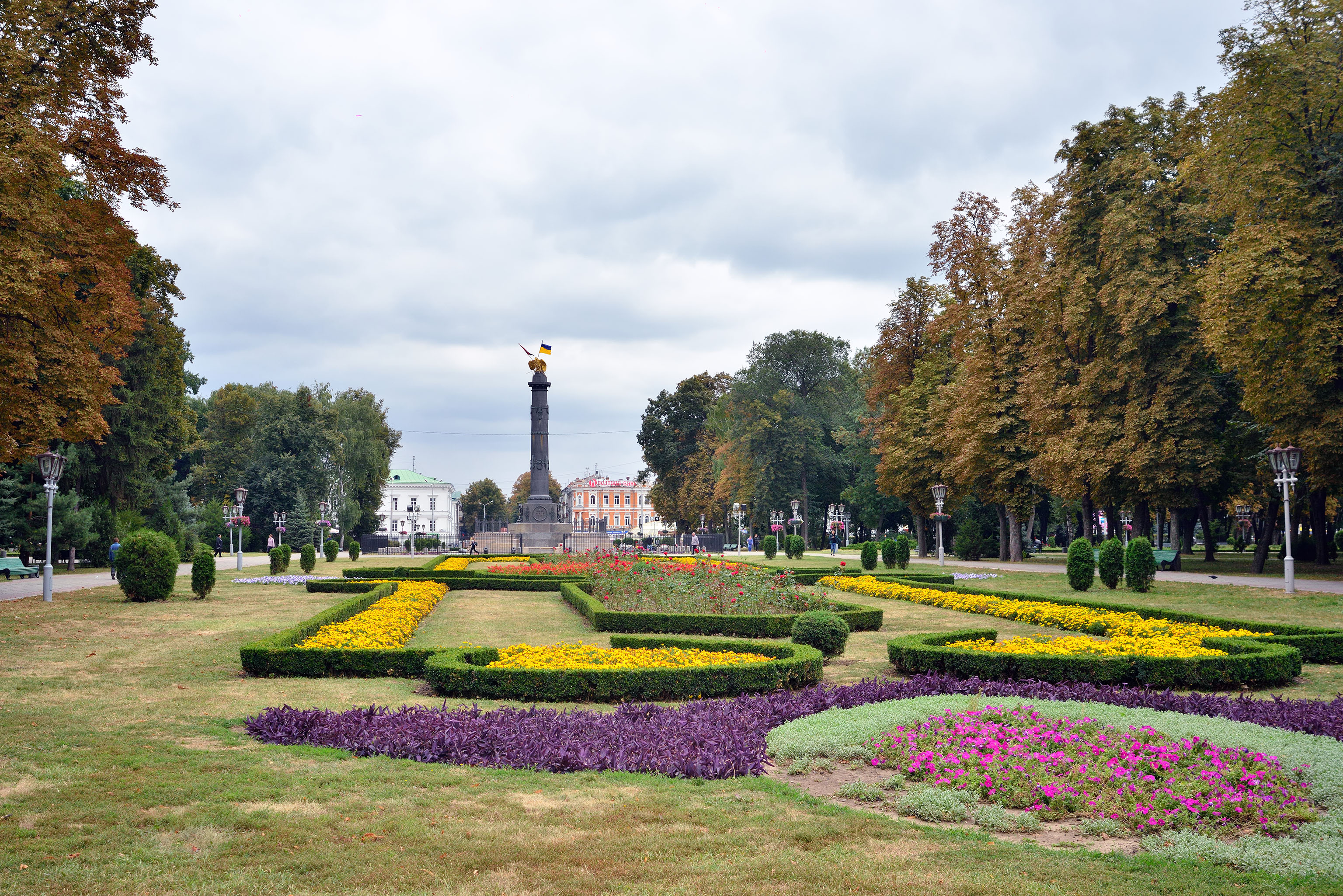
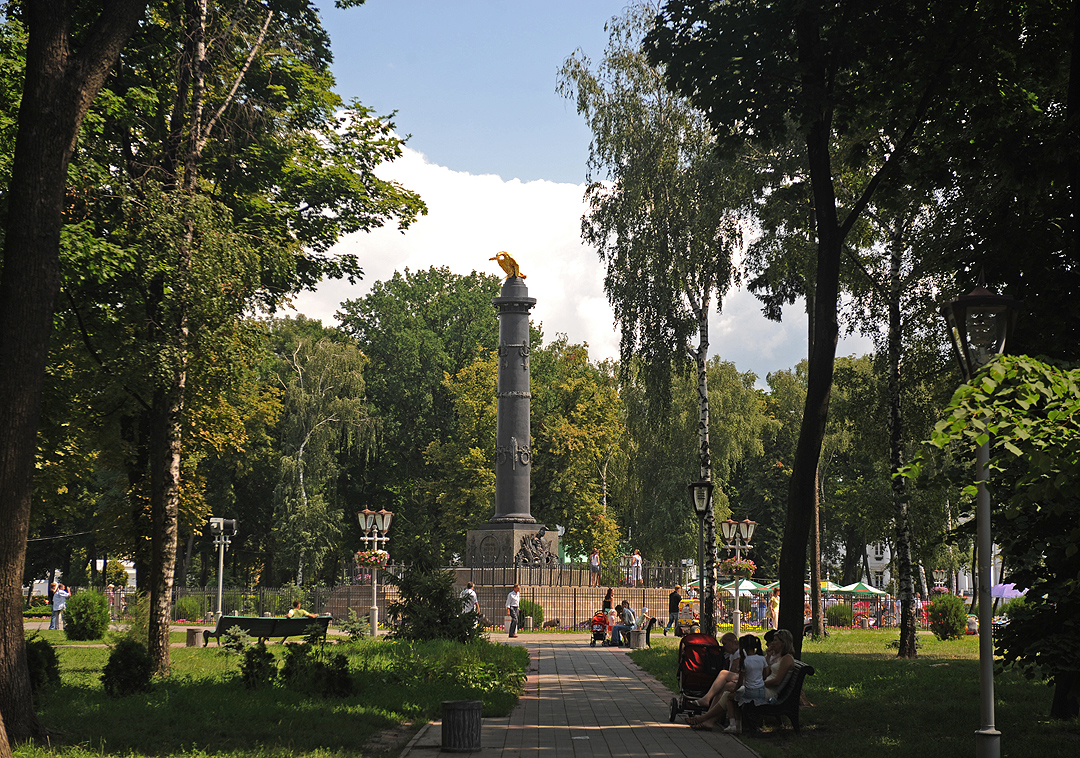
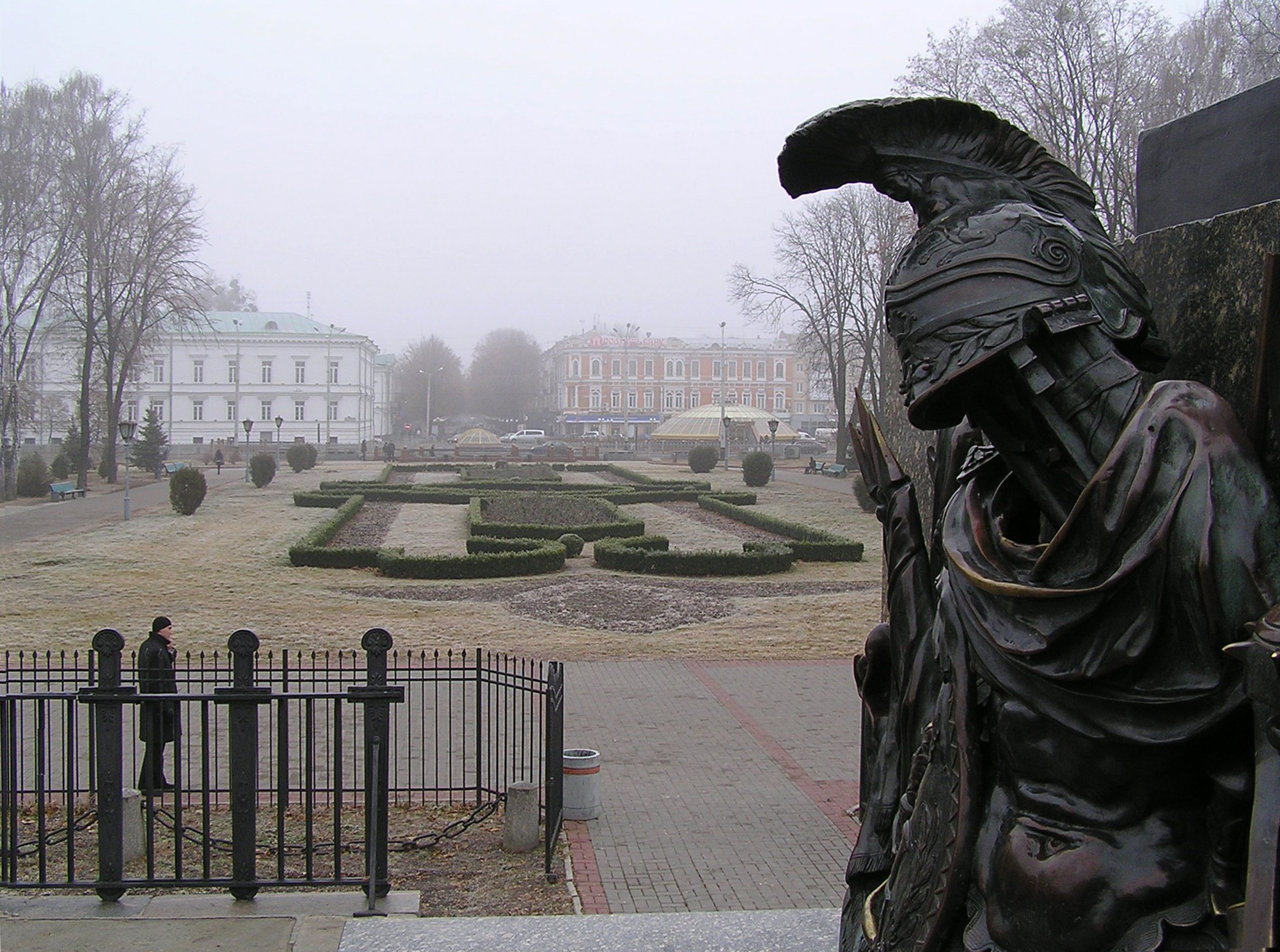